# فيفا ستريت (لعبة فيديو 2005)
فيفا ستريت (بالإنجليزية:FIFA Street) ، هي لعبة إلكترونية من نوع لعبة كرة قدم، أنتجت شركة إلكترونيك آرتس سنة 2005 ، وتعمل لأنظمة بلاي ستيشن 2 وإكس بوكس ونينتندو جيم كيوب ، وتلعب هذه اللعبة في أحد حواري ملاعب كرة قدم، فهي تختلف اختلافا كليا عن ملاعب كرة القدم من ناحية رمية التماس وضربة جزاء وغير ذلك.

## روابط خارجية
- فيفا كرة الشوارع على موقع IMDb (الإنجليزية)